# Гримменштайн
Гримменштайн (нем. Grimmenstein) — ярмарочная коммуна (нем. Marktgemeinde) в Австрии, в федеральной земле Нижняя Австрия.
Входит в состав округа Нойнкирхен. Население составляет 1347 человек (на 15 мая 2001 года). Занимает площадь 14,74 км². Официальный код — 3 18 12.

## Политическая ситуация
Бургомистр коммуны — Энгельберт Пихлер (АНП) по результатам выборов 2010 года.
Совет представителей коммуны (нем. Gemeinderat) состоит из 19 мест.

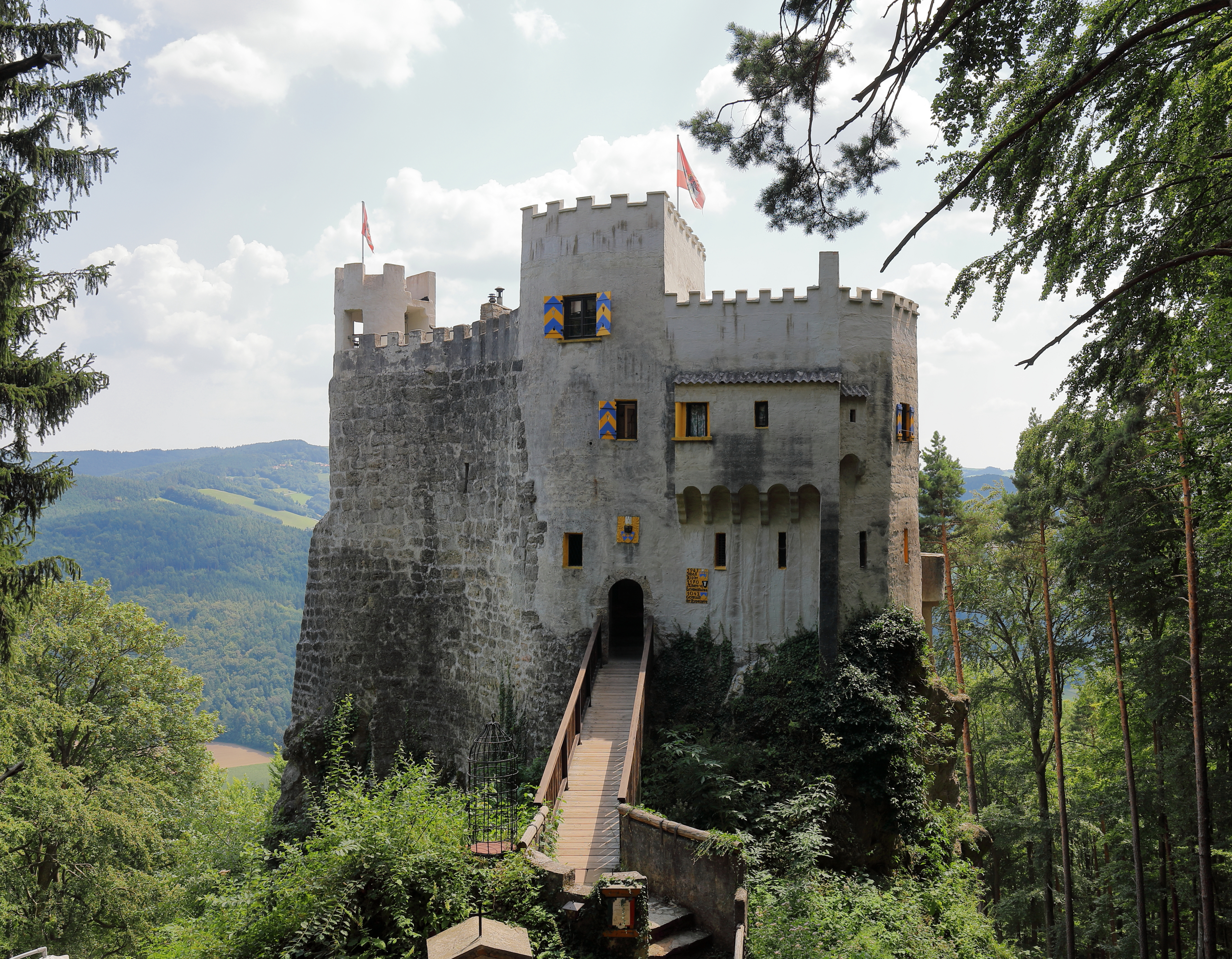
Вид аамка Гримменштайн

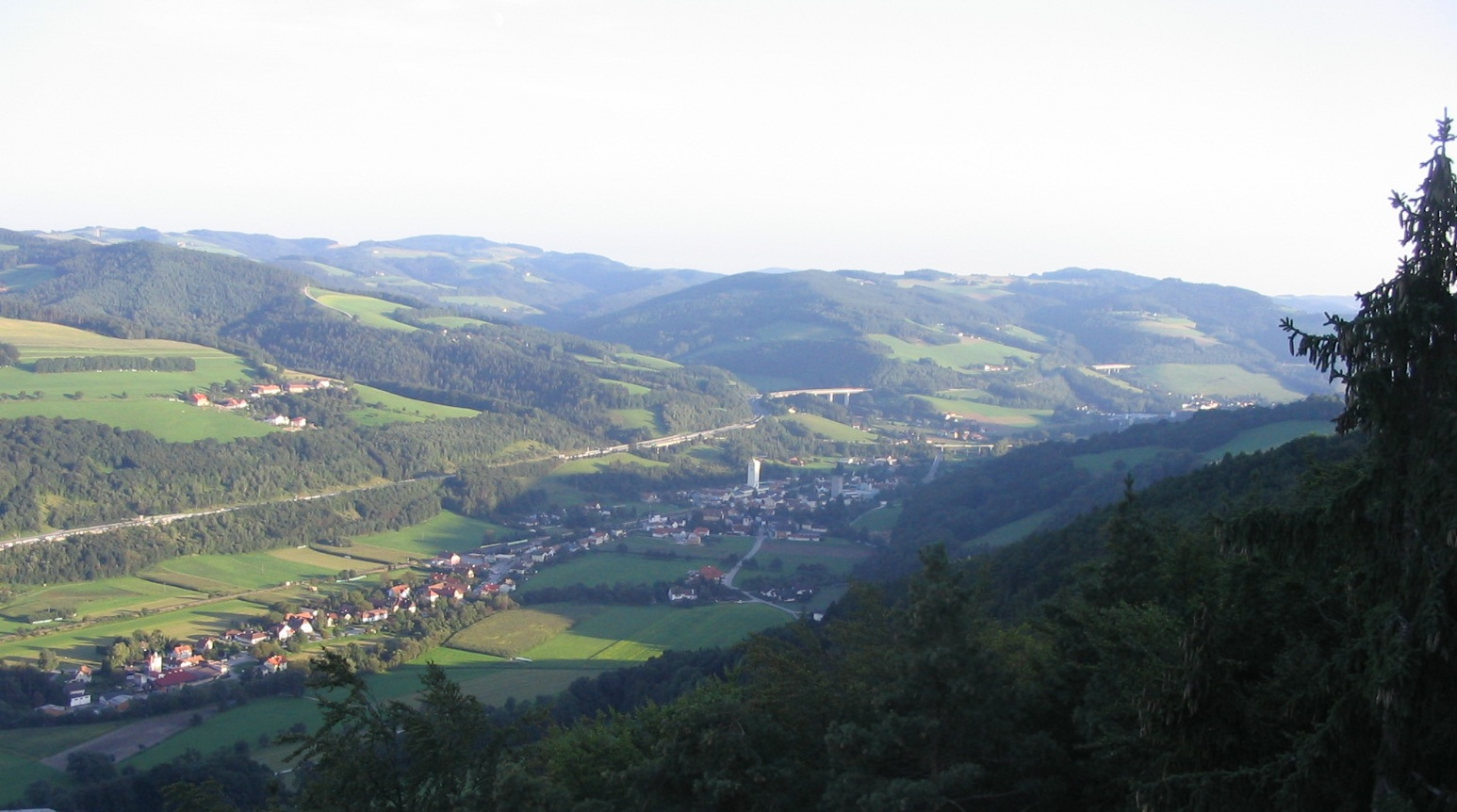

- АНП занимает 15 мест.
- СДПА занимает 4 места.

## Достопримечательности
- Замок Гримменштайн — восстановленный средневековый каменный замок.